# NGC 99
Az NGC 99 egy spirálgalaxis a Pisces (Halak) csillagképben.

## Felfedezése
Az NGC 99 galaxist Édouard Jean-Marie Stephan fedezte fel 1883. október 8-án.

## Tudományos adatok
A galaxis 5308 km/s sebességgel távolodik tőlünk.